# 胡國
胡國，國君為歸姓子爵，建立時期可追溯至商朝，春秋時代的一個諸侯國。
前506年（周敬王十四年、鲁定公四年、楚昭王十年），柏举之战，吴国进攻楚国，胡子豹把靠近胡国的楚国城邑百姓全部俘虏。楚国安定以后，胡子豹不事奉楚国，说：“国家的存亡由天命，为何事奉楚国？只不过是多花费财物。”没有归还楚国被俘百姓。前495年（周敬王二十五年、鲁定公十五年、楚昭王二十一年），二月，胡国亡于楚国。

## 胡國君主列表
| 國君名號     | 姓名   | 干支 | 統治年數         |
| ------------ | ------ | ---- | ---------------- |
| 此前世系失考 |        |      |                  |
|              | 胡子髡 |      | 前？年－前519年  |
|              | 胡子豹 |      | 前519年－前495年 |